# M203 (lance-grenades)
Le M203 est un lance-grenades développé entre 1967 et 1968 par l'AAI corporation sous contrat de l'US Army. Le lance-grenades M203 est un lance-grenades à un coup de calibre 40 mm et à rechargement manuel venant se placer sous le garde-main de l'arme depuis laquelle il est utilisé. De conception entièrement métallique, il n'a pour autant pas une masse excessive. Le M203 peut utiliser tous les types de grenades de calibre 40 x 46 mm OTAN. Sa portée pratique peut être de 150 à 350 m selon les munitions, et la portée maximale de 400 m.

## Présentation
Dans les années 1960 et au début des années 1970, les troupes américaines utilisaient déjà un lance-grenades de 40 mm à rechargement manuel, le M79. Cependant, celui-ci était une arme indépendante, qui prenait donc trop de place au goût de ses utilisateurs. Il fut donc décidé de lancer un programme de développement d'une nouvelle arme qui serait greffable sous un fusil d'assaut, pour un encombrement minimum. Se basant sur l'expérience acquise avec le M-79, la firme Colt présenta à la fin des années 1960 son prototype de lance-grenades. En 1970, quelques exemplaires furent délivrés aux troupes qui combattaient au Vietnam, qui en furent très satisfaites. Cela amena l'armée américaine à l'adopter, sous la dénomination de M-203, et à lancer des commandes à grande échelle pour équiper son infanterie.
Premier véritable lance-grenades à fusil à entrer en service dans une grande armée, le M-203 connut très rapidement un important succès à l'export. Ainsi, il équipe aujourd'hui près d'une dizaine d'infanteries dans le monde, sans compter les très nombreux groupes d'interventions et forces spéciales qui l'utilisent sur leurs C7, leurs Colt M4 ou leurs M-16. En outre, il est également mis en œuvre depuis différents fusils d'assaut ne se limitant pas à la famille des M-16/M-4. Ainsi, on peut le trouver adapté sur des SIG-550 ou des FAMAS, bien que l'usage du M-203 reste limité car les soldats français ont la possibilité de tirer des grenades à canon plus efficaces depuis le FAMAS (notamment la grenade APAV 40, qui possèdent un rayon mortel deux fois supérieur à celui des grenades de 40 mm).
Malgré son âge déjà respectable, le M-203 est donc encore aujourd'hui largement utilisé à travers le monde et au sein des différents corps d'armée américains. Cependant, il n'est pas sûr qu'il équipera encore les soldats américains de demain, compte tenu de la concurrence qui commence à se faire sentir. En effet, de nombreuses autres firmes d'armement se chargent de construire des lance-grenades de 50 x 70 mm, plus efficaces pour le même recul. Au sein de l’US Army, il est en cours de remplacement depuis 2009 par le lance-grenades de conception allemande M320 (en), utilisant le même calibre de 40 mm.
Son prix unitaire est de 1 082 USD.

## Description

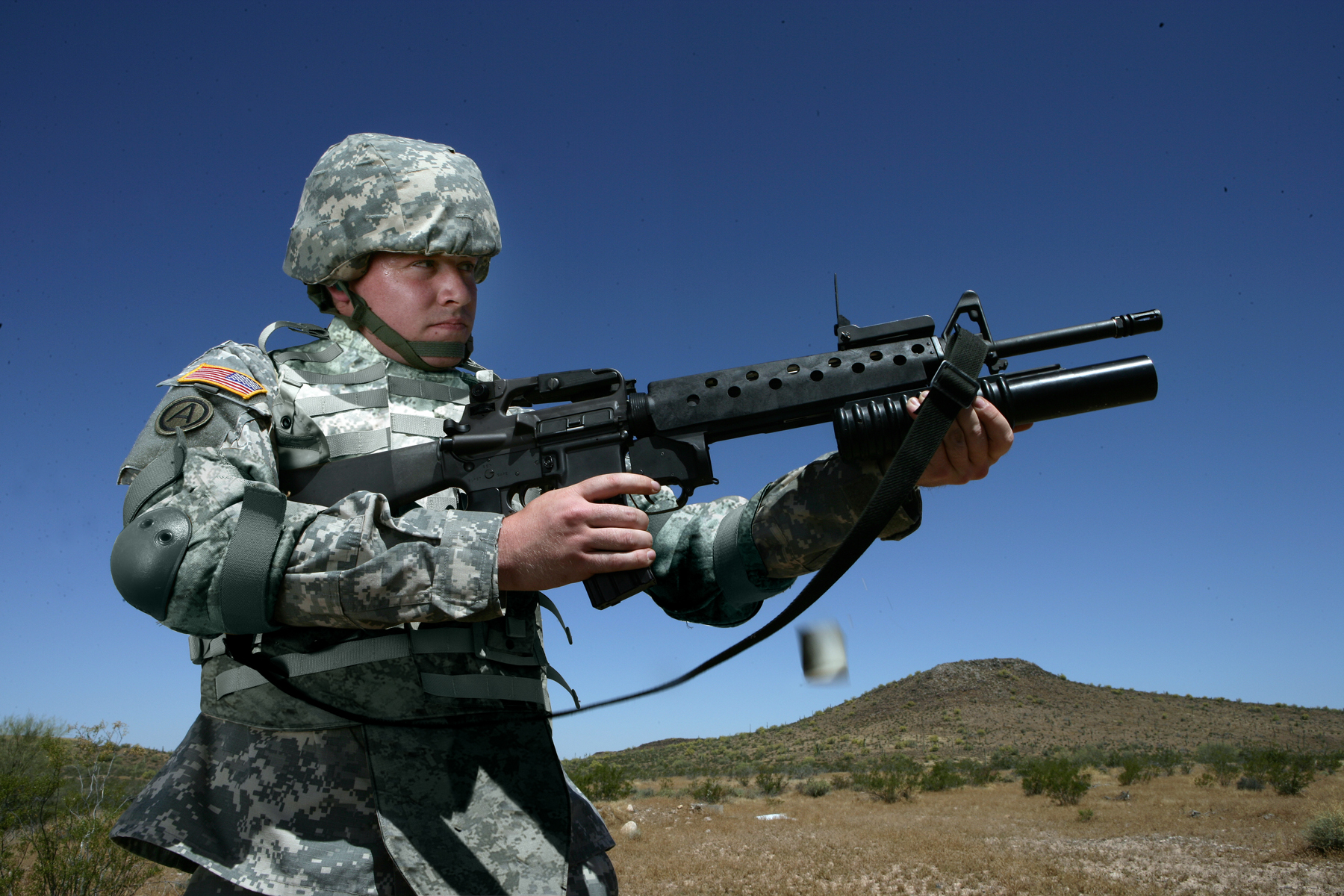
Fusil d'assaut M16 équipé d'un lance-grenades M203.

Le M203 est un lance-grenades à un seul coup et à rechargement manuel, venant se placer sous le garde-main de l'arme depuis laquelle il est utilisé. De conception entièrement métallique, il n'a pour autant pas un poids excessif. Le M203 peut utiliser tous les types de grenades de 40 x 46 mm OTAN.
Le rechargement du M203 se fait par ouverture de son canon ; celui-ci coulisse vers l'avant de l'arme, laissant éventuellement tomber la douille de la munition précédente. Ensuite une nouvelle grenade est introduite dans le canon et il est ramené manuellement dans sa position de tir. C'est cette dernière action, assez comparable à celle effectuée sur la « pompe » d'un fusil à pompe, qui tend le ressort du percuteur et arme le lance-grenades. Une sécurité est placée devant la détente de l'arme. Le M203 ne dispose pas de poignée pistolet, contrairement à l'AG-36 allemand ou au GP-25 russe. Lors du tir de la grenade, l'utilisateur se sert donc du chargeur de l'arme comme poignée de maintien.
Les premiers M203 étaient surmontés d'un encadrement métallique venant recouvrir le garde-main des M-16A1 qu'ils équipaient (comme sur la photo ci-dessus) et sur lequel était placée la hausse de visée. Mais l'apparition des CAR-15 et des M-4 (versions raccourcies des M-16) ont fait disparaître ce principe, le M203 étant alors attaché sous le garde-main par un rail de maintien spécial.
La visée se fait donc grâce à une hausse verticale rétractable graduée de 50 mètres en 50 mètres, de 50 à 400 mètres. Les grenades peuvent être tirées sur un point précis à une distance de 150 mètres et sur une zone plus large jusqu'à plus de 350 mètres. La cible doit se trouver à au-moins 30 mètres, puisque les grenades peuvent causer des dégâts une vingtaine de mètres autour de leur point d'impact.

## Versions

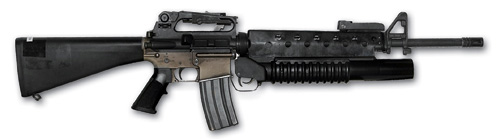
Un M16A2 équipé d'un M203.

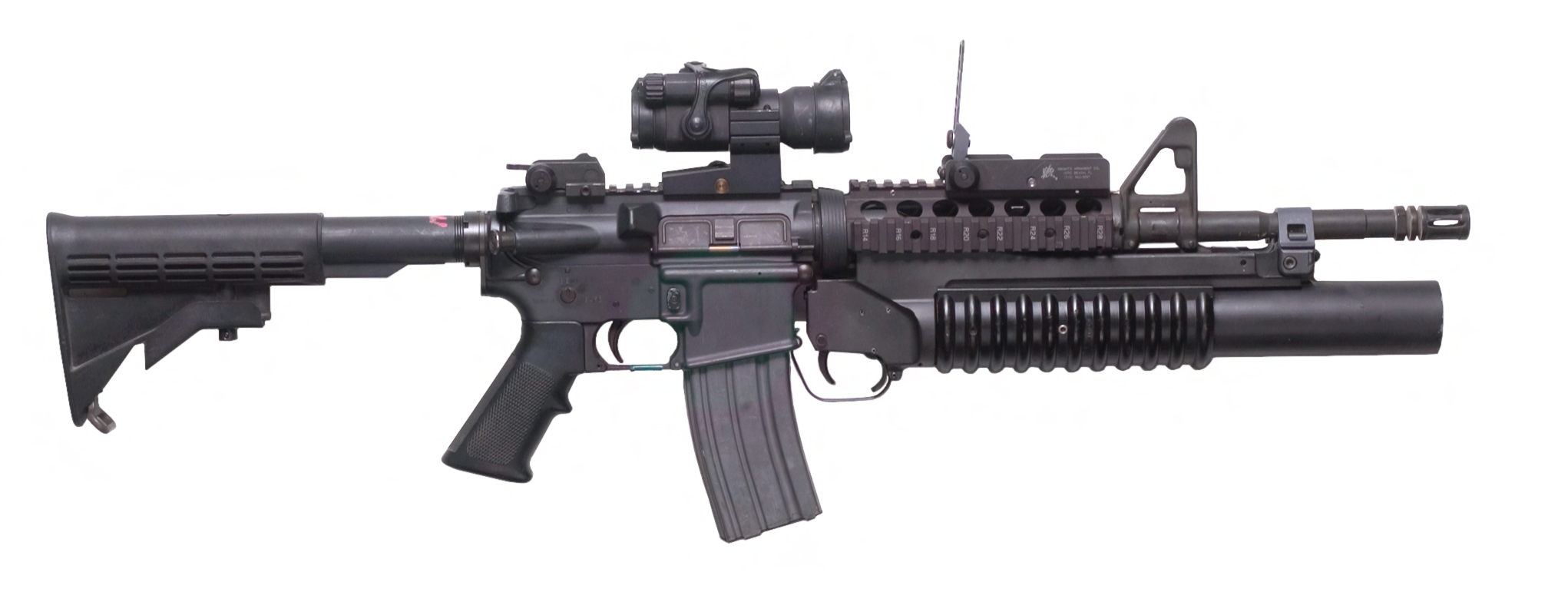
Une carabine M4A1 avec un M203A2.

Il existe de nombreuses versions du M203 produites aux États-Unis et de par le monde, pour diverses applications. Elles varient essentiellement par la longueur de leur canon, leur type de fixation et leur capacité à être rapidement démontables (QD : Quick Detachable) :
- Le M203 standard est prévu pour un montage permanent aux fusils M16A1, M16A2 et M16A3, et utilise un canon rayé de 12 pouces. Un M203 standard non modifié de M16A1/A2 ne pourra pas être monté sur une carabine de la série des M4 ;
- Le M203A1 américain original a un canon de 12 pouces, alors que le M203A1 SOPMOD ne mesure que 9 pouces. La version A1 est destinée à l'emploi par les carabines M4 et M4A1 et emploie un montage spécial à crochets, consistant en trois vis et un câble de maintien. Seul le système de fixation du M203A2 dispose d'une attache rapide de type Quick Release ».
- Le M203A1 canadien, fabriqué par Diemaco (désormais devenu Colt Canada), est de conception similaire mais avec un système de fixation différent, qui nécessite des points de fixation placés différemment de ceux du M16A1[2]. Le canon de 9 pouces de l'arme glisse plus loin en avant que celui des modèles standard américains, ce qui permet d'utiliser des munitions de longueur plus importante[2]. Ce modèle est identifiable par la distance accrue entre l'axe du canon du lance-grenades et celui du canon du fusil[2]. Cette arme n'est plus fabriquée, mais elle est toujours utilisée ;
- Le M203A2 est destiné à l'utilisation depuis les armes de la série M4 et M16A4, et maintenant également autorisé sur le fusil M16A2 en tant que MWS (en anglais : Modular Weapon System, système d'arme modulaire). Employant des canons standard de 12 pouces, le lance-grenades est prévu pour être utilisé de concert avec M5 RAS de la compagnie Knight's Armament Company. Le M5 MWS Rail System a été autorisé en décembre 2008 pour le fusil M16A2. Un avantage de ce système est l'emploi d'un système optique de mesure de distance, qui rend la visée plus précise ;
- Le système M203PI est utilisé pour attacher le M203 à d'autres fusils, incluant par exemple les Steyr AUG, Heckler & Koch G3, mais pas seulement. Même le pistolet-mitrailleur MP5 ou le FAMAS peuvent être équipés d'un M203. Ces autres compagnies, comme GIAT Industries pour son FAMAS, ont toutefois délaissé les lance-grenades et ont créé des systèmes intégrés à leurs armes, plus légers et plus performants ;
- Le M203 DAX possède une détente à double action et une ouverture arrière plus importante, pour les munitions non létales ;

Les M203 et M203A1 sont actuellement fabriqués par AIRTRONIC USA, Inc. à Elk Grove Village, Illinois, pour le département de la Défense des États-Unis, sous les numéros de contrat W52H09-06-D-0200 et W52H09-06-D-0225. Chacun de ces contrats couvre la production de 12 000 exemplaires du M203. Chacun est livré avec sa poignée garde-main, sa mire métallique et une hausse réglable pour déterminer la distance de tir. Les prix à l'unité varient selon les contrats de 840 à 1 050 $, avec une cadence de production de 1 500 exemplaires par mois. Le M203PI est produit à la fois pour le département de la Défense américain et pour les ventes commerciales à destination des agences militaires privées aux États-Unis et ailleurs. Ils sont aussi destinés aux ventes vers des armées étrangères. Les ventes sont alors organisées et gérées par la société RM-Equipment Inc. à Miami, en Floride. Il est en cours de remplacement depuis 2017 dans les forces américaines par le M320A1.
Le lance-grenades T-40 de l'entreprise turque MKEK est basé sur le M203.

## Munitions employées
Le M203 est capable d'utiliser une grande variété de munitions différentes, destinées à des emplois spécifiques. D'après le manuel intitulé « U.S. ARMY FIELD MANUAL FM 3-22.31 40-MM GRENADE LAUNCHER, M203 », il y a huit munitions différentes employées par le M203 :

Dessins des différentes munitions de 40 mm disponibles.

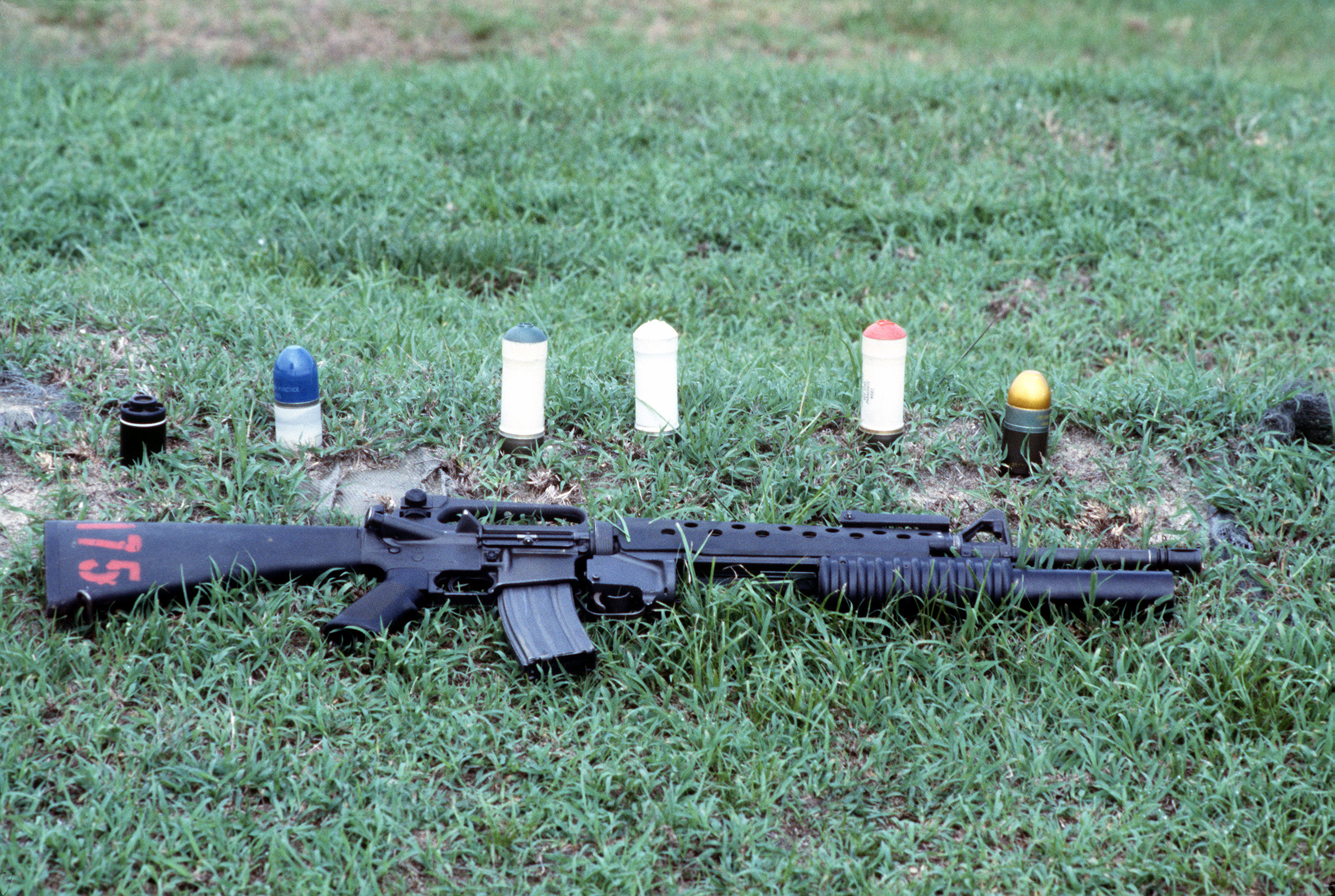
Un fusil M16A2 équipé d'un M203 exposé dans l'herbe près de quelques exemples de munitions utilisables par ce lance-grenades. De gauche à droite, les projectiles sont : entraînement, fusée éclairante verte, fusée éclairante blanche, fusée éclairante rouge, et double emploi hautement explosive.

- M433 High-Explosive Dual Purpose Round : La munition HEDP (hautement explosive - double emploi) possède une douille en aluminium de couleur vert olive avec un cerclage en acier, des marquages blancs et une tête de couleur dorée. Elle peut pénétrer au-moins 5 cm de blindage en acier homogène lorsqu'elle est tirée à moins de 150 m de celui-ci. Elle s'arme à une distance comprise entre 14 et 27 m, peut causer des blessures dans un rayon de 130 m et possède un rayon létal de 5 m[5] ;
- M406 High-Explosive Round : La munition HE (hautement explosive) possède une douille en aluminium vert olive, sur laquelle est monté un projectile en acier, des marquages dorés et une ogive de couleur jaune. Elle s'arme à une distance comprise entre 14 et 27 m, produit un souffle qui peut causer des blessures dans un rayon de 130 m et possède un rayon létal de 5 m[5] ;
- M583A1 Star Parachute Round : Cette munition est blanche ou couleur aluminium brut, avec des marquages noirs. Elle est utilisée pour l'illumination et les signaux et est plus légère et plus précise que ses équivalentes lancées à la main. Le parachute attaché à la munition se déploie après le tir pour ralentir la vitesse de chute de la bougie à une vitesse d'environ 2 m/s. Cette dernière brûle pendant environ 40 secondes. Une lettre majuscule sur le sommet de la munition indique la couleur du parachute[5] ;
- M585 White Star Cluster Round : Cette munition est de couleur blanche ou aluminium brut, avec des marquages noirs. L'ogive en plastique qui lui est attachée possède cinq picots en reliefs pour permettre une identification de nuit. Cette munition est utilisée pour l'illumination ou les signaux et est plus légère et plus précise que ses équivalentes lancées à la main. Les étoiles individuelles brûlent pendant environ 7 secondes pendant leur chute libre[5] ;
- M713 Ground Marker Round : Cette munition est en aluminium vert clair avec des marquages noirs. Elle est utilisée pour l'identification aérienne et pour indiquer l'emplacement des soldats au sol. Elle s'arme à une distance comprise entre 15 et 45 m. Si la fusée fait défaut lors de l'impact, une substance installé à l'avant du boîtier de retard viendra rattraper ce défaut et déclencher la charge principale. La couleur de l'ogive indique quelle sera la couleur de la fumée produite[5] ;
- M781 Practice Round : Utilisée pour l'entraînement, cette munition est de couleur bleue zinc ou aluminium, avec des marquages blancs. Elle produit une trace jaune ou orage à l'impact, s'arme à une distance comprise entre 14 et 27 m, et a un rayon de danger de 20 m[5] ;
- M651 CS Round : Cette munition lacrymogène est gris aluminium avec un emballage vert et des marquages noirs. Bien qu'elle soit à usages multiples, elle est surtout efficace pour le contrôle des mouvements de foule et les opérations urbaines. Elle s'arme à une distance comprise entre 10 et 30 m et produit un nuage blanc de gaz CS à l'impact[5] ;
- M576 Buckshot Round (en) : Comparable à une cartouche de fusil de chasse, cette munition est de couleur olive avec des marquages noirs. Bien qu'elle soit multi-usages, elle est surtout efficace dans les zones à végétation dense ou pour le nettoyage de petits locaux. À l'intérieur se trouvent 20 plombs métalliques, chacun pesant 24 grains, et ayant une vitesse à la bouche de 269 m/s. La munition ne possède aucune fusée de déclenchement[5] ;

## Utilisateurs

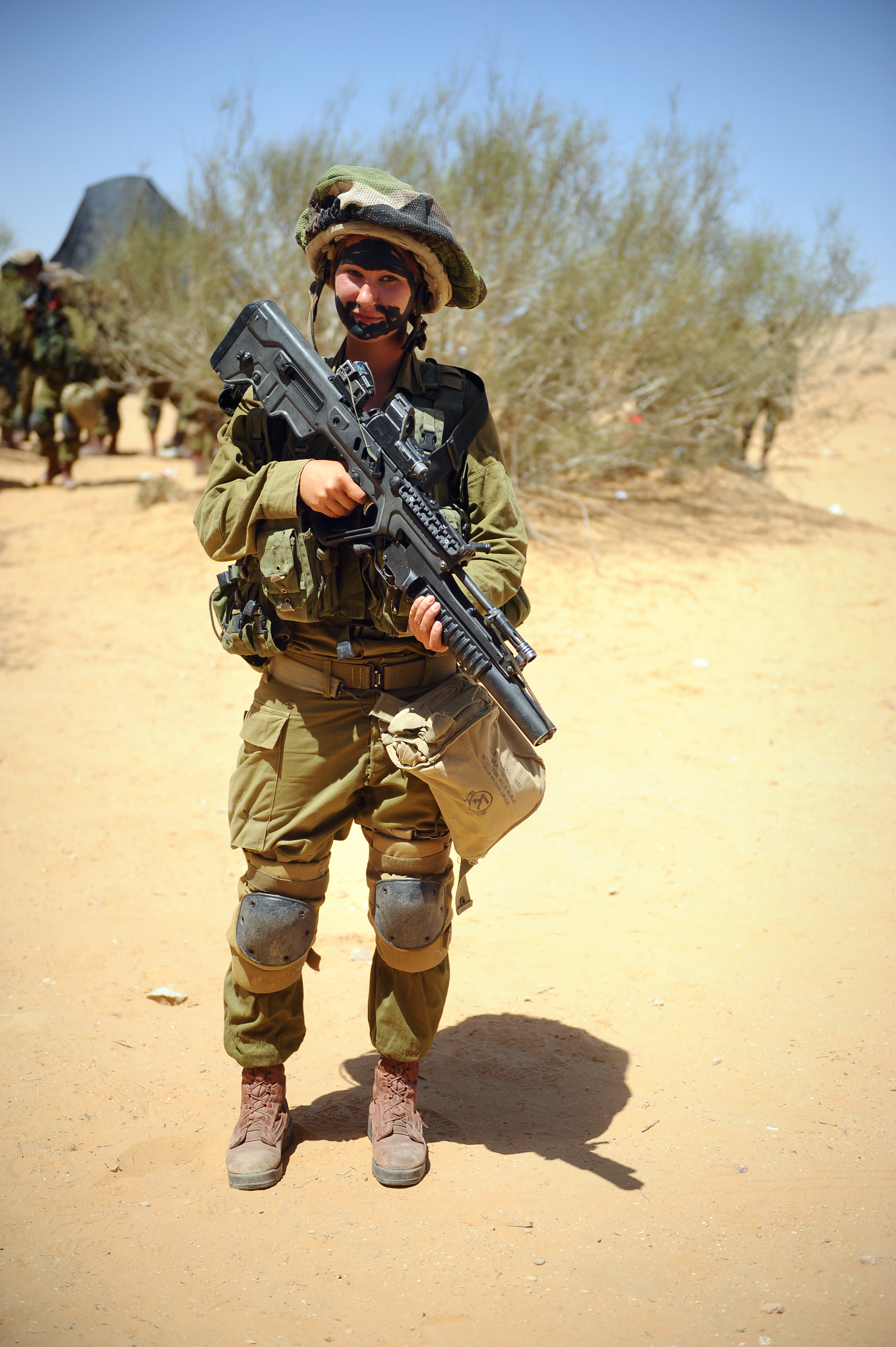
Femme soldat israélienne et son TAR-21, équipé du lance-grenades M203.

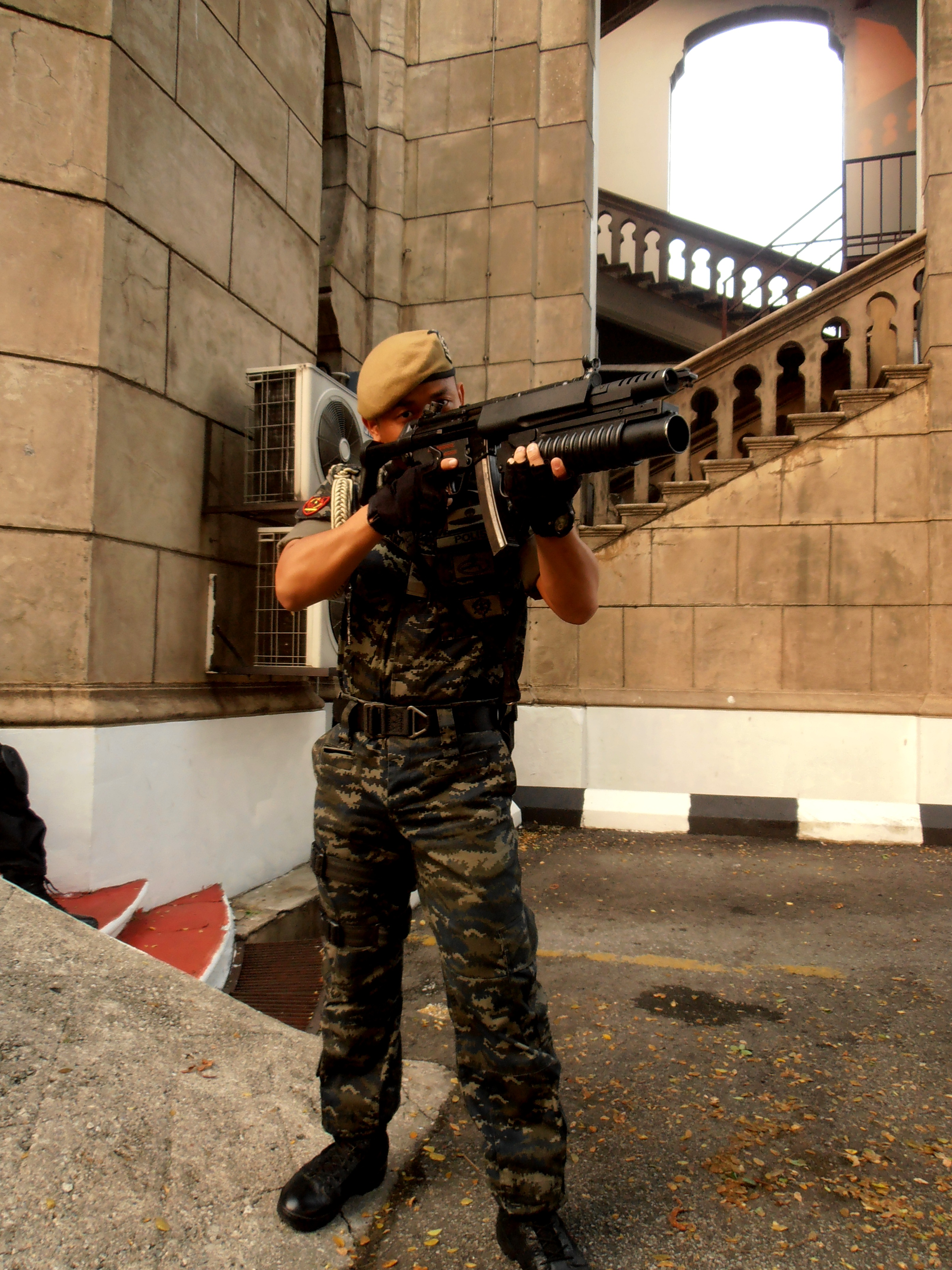
Un membre du commando Pasukan Gerakan Khas de la police royale malaisienne, avec un MP5 équipé d'un M203.

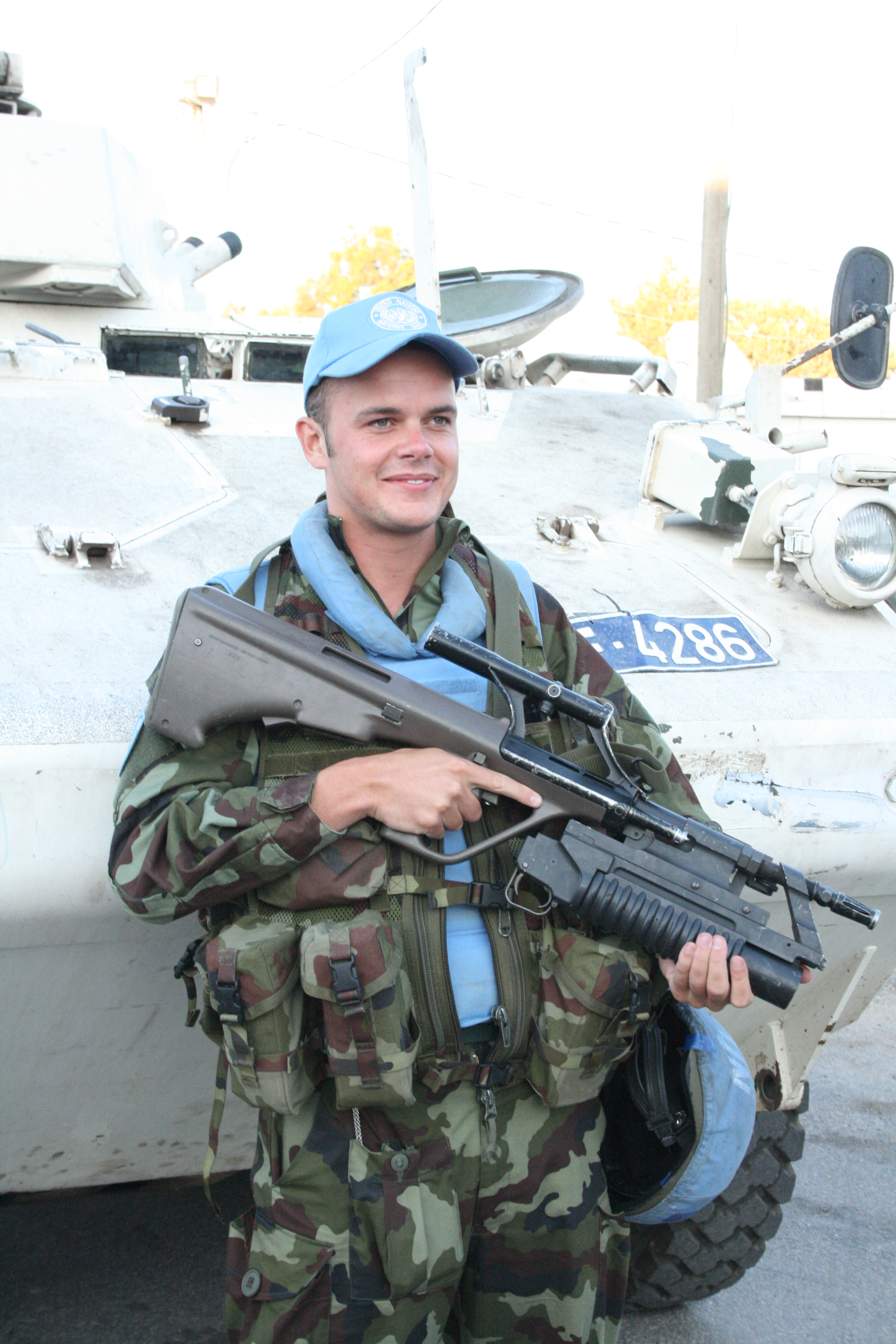
Un soldat irlandais et son Steyr AUG, sur lequel est monté une version à canon court du M203.

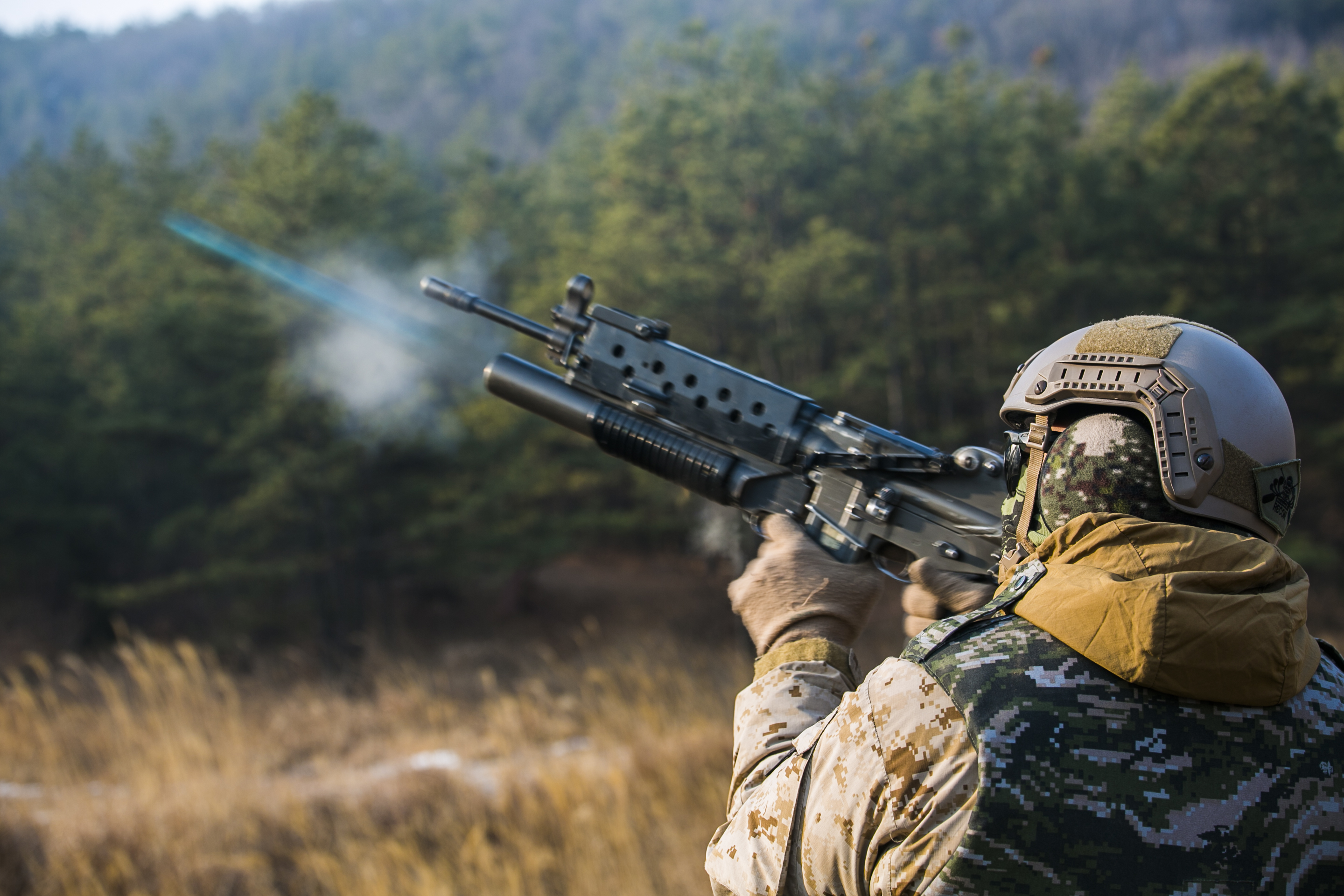
Le fusil sud-coréen Daewoo K2 avec un K201, copie locale du M203.

- Albanie : Forces terrestres albanaises ;
- Afghanistan[6]
- Arabie saoudite
- Australie : Version M203PI pour le F88 Austeyr[7], et M203A1 pour les carabines M4A1 ;
- Autriche : Version M203PI[7] ;
- Bangladesh : Utilisé par le SWADS (en) ;
- Birmanie[7]
- Brésil[7]
- Brunei[7]
- Cameroun[7]
- Canada : Canadian Forces : Version M203A1 produite par Colt Canada (anciennement Diemaco, avant 2005)[8],[9] ;
- Corée du Sud : Une copie fabriquée localement, désignée K201, est déployée sur le fusil d'assaut Daewoo K2[7] ;
- Danemark[10]
- Équateur[7]
- Égypte[11]
- Émirats arabes unis[7]
- États-Unis[7]
- France[12]
- Gabon[7]
- Grèce[7]
- Guatemala[7]
- Honduras[7]
- Inde[7]
- Indonésie : Fabriqué localement par PT Pindad (en), sous la désignation de SPG-1[7] ;
- Irak
- Irlande : Utilisé par les unités spécialisées de l'Irish Army (en), parmi lesquelles l'Army Ranger Wing (ARW)[7],[13]
- Israël[7]
- Italie[7]
- Jordanie[7]
- Koweït[7]
- Liban[7]
- Liberia[7]
- Malaisie[7]
- Maroc
- Mexique[7]
- Nouvelle-Zélande : Version M203PI[7] ;
- Oman[7]
- Pakistan: Utilisé par l'armée pakistanaise[14] ;
- Panama[7]
- Pays-Bas
- Philippines[7] Also manufactured by the Floro International Corporation as the  FIC M203 in 2008[15],[16].
- Qatar[7]
- République dominicaine
- République tchèque : Bushmaster M203 utilisé avec la carabine Bushmaster M4A3 fournie aux forces spéciales tchèques[17] ;
- Royaume-Uni: Special Air Service ;
- Salvador[7]
- Singapour[7]
- Sri Lanka[7]
- Suède[7]
- Thaïlande[7]
- Timor oriental
- Turquie[7]

## Galerie

Schéma d'une grenade HEDP (High-Explosive Dual Purpose).
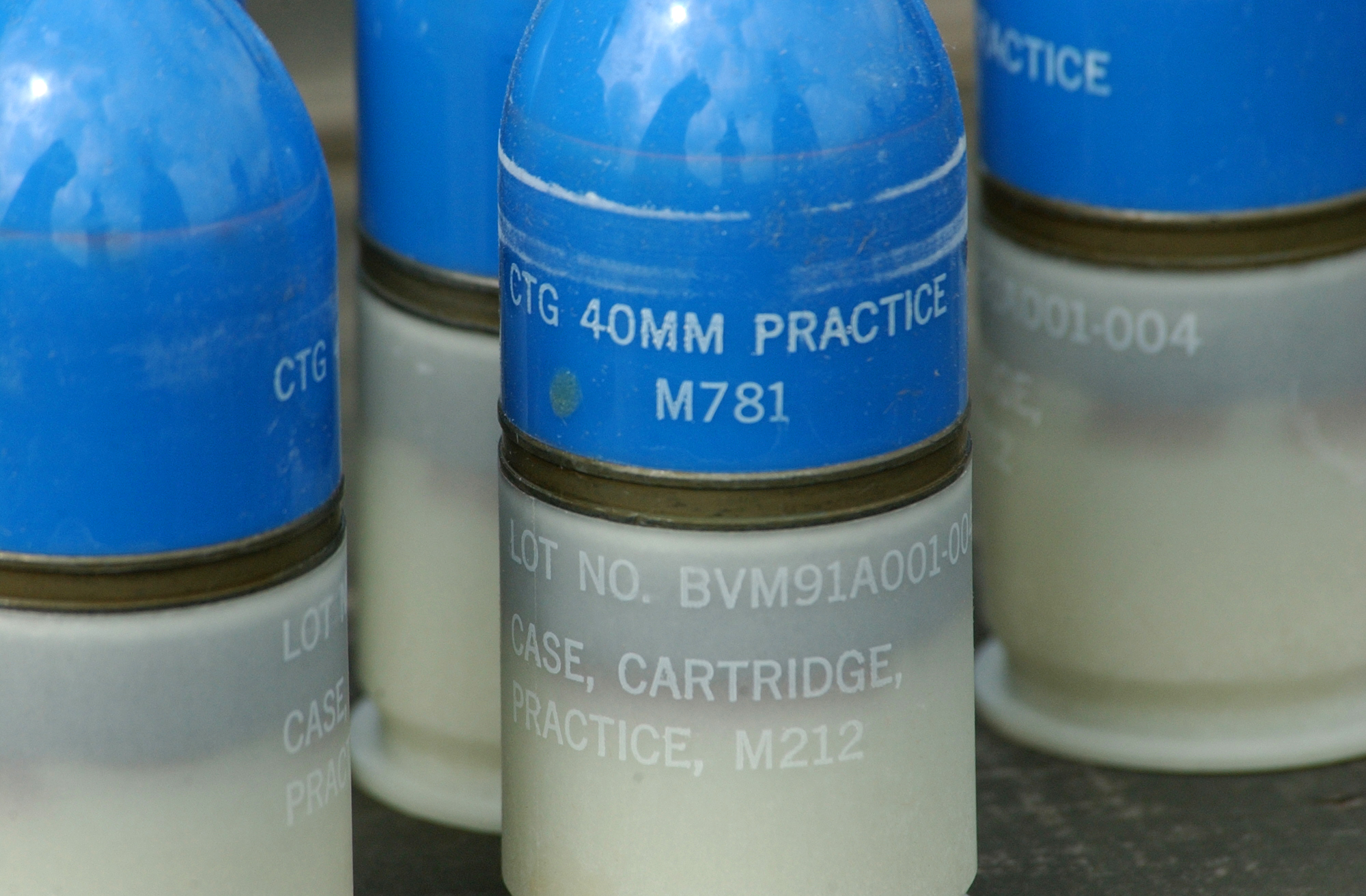
Grenades de 40 mm d'exercice.
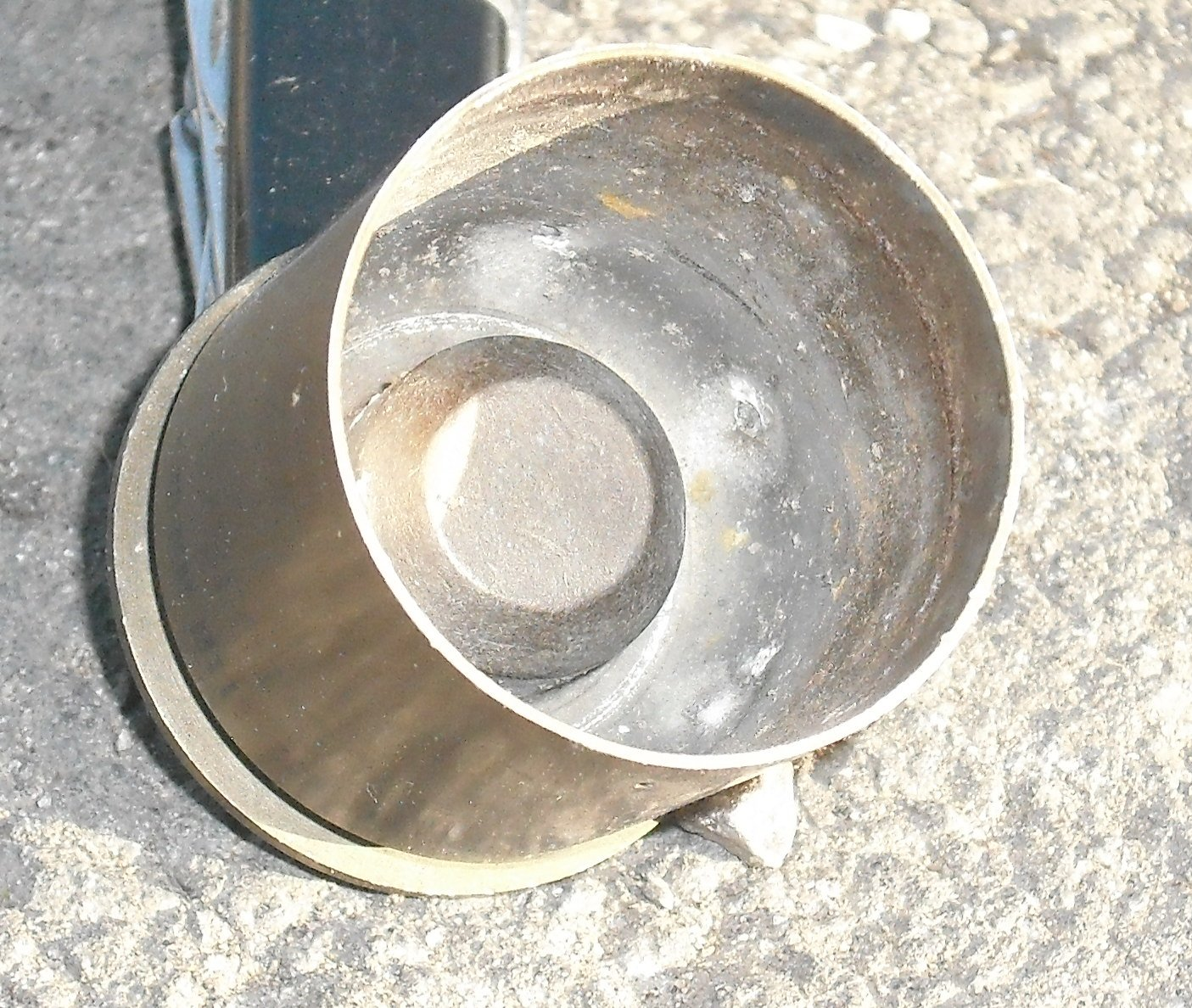
Vue de l'intérieur d'une douille déjà utilisée d'un grenade de 40 mm. On distingue la chambre à haute pression interne, qui diminue la pression produite lors de la mise à feu de la cartouche.
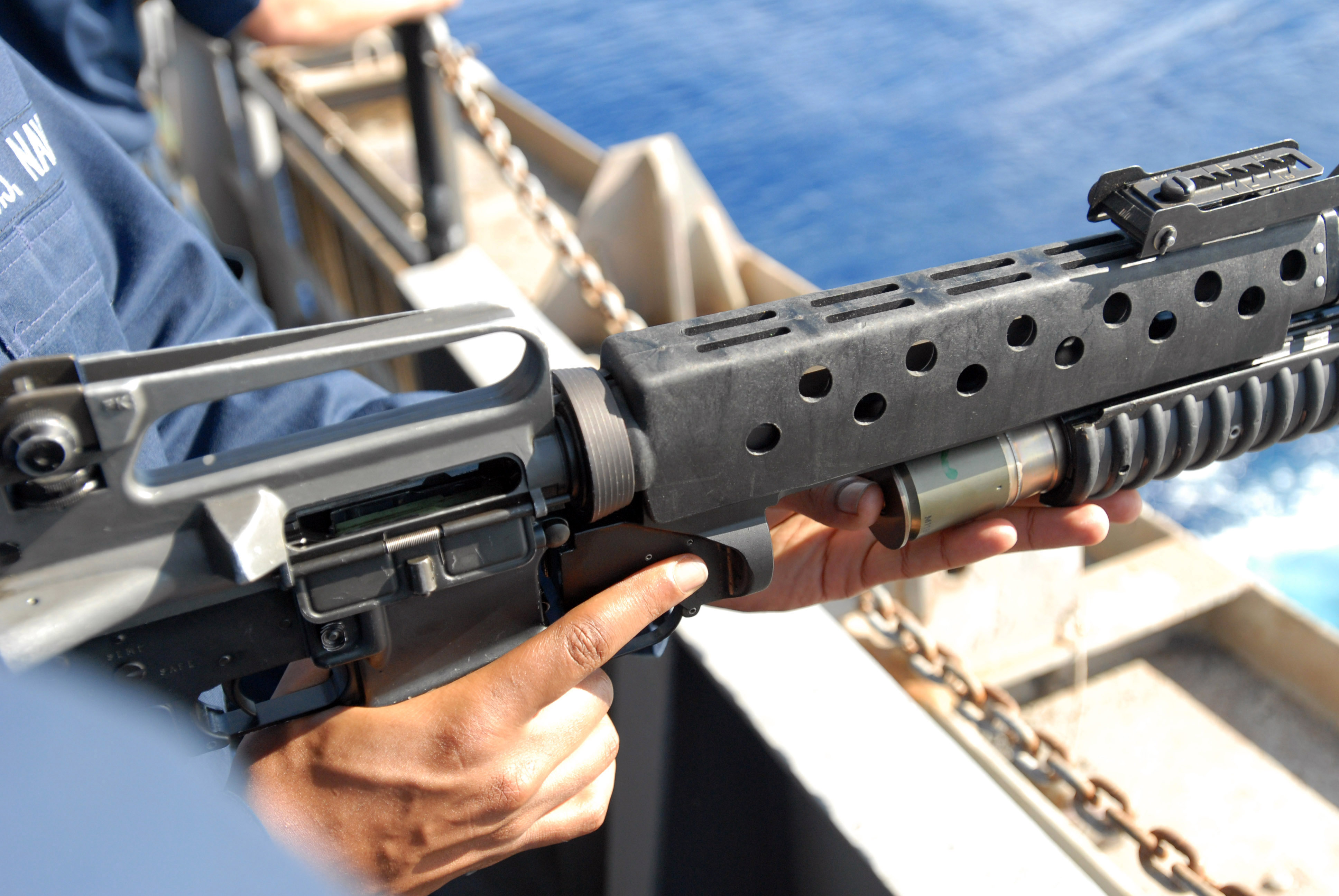
Un militaire de l'US Navy charge son M203 avec une munition HE (High Explosive).
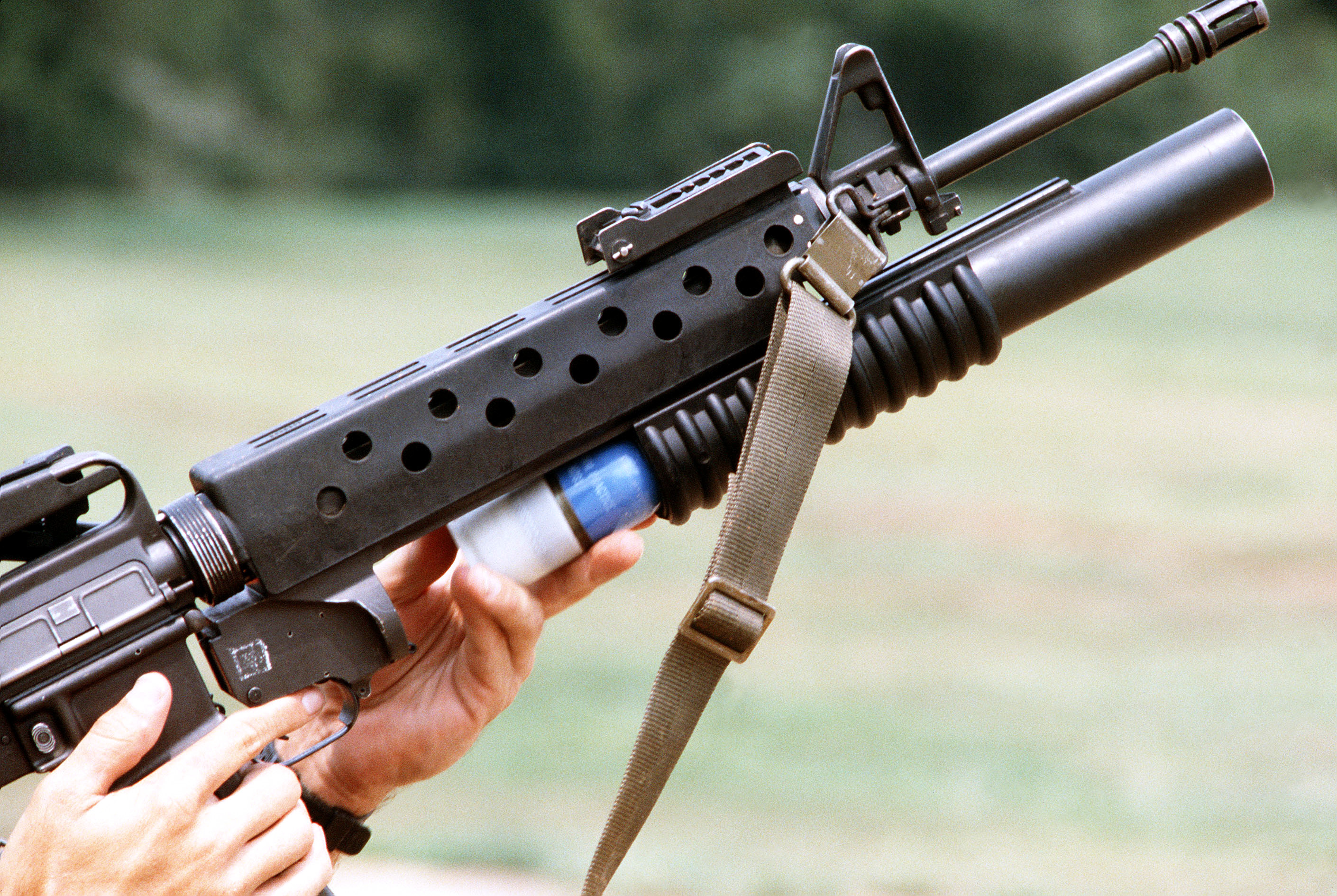
Chargement d'un M203 attaché à un M16A1 avec une munition d'exercice.
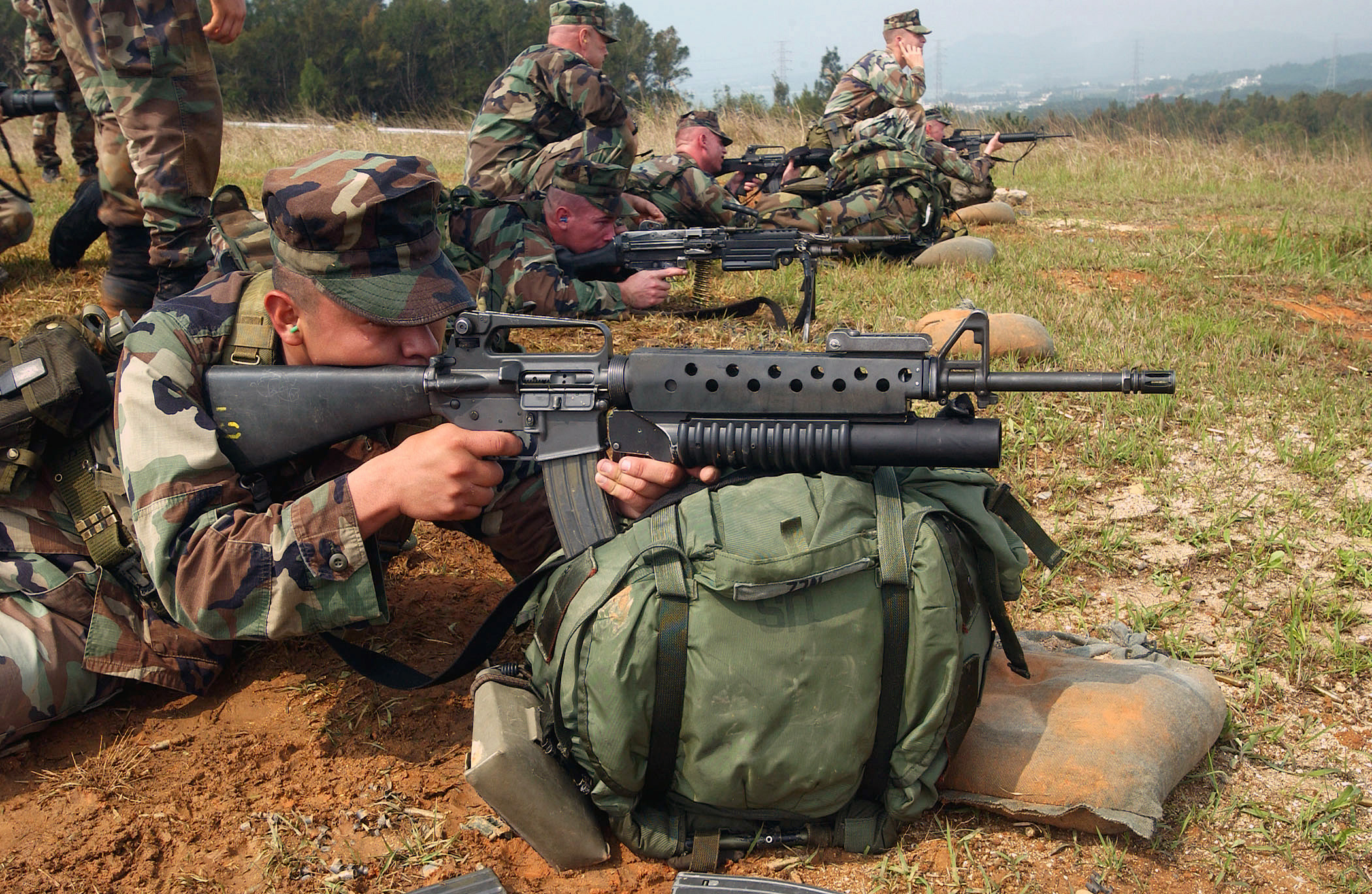
Un Marine en position de tir avec un M16A2 équipé d'un M203.
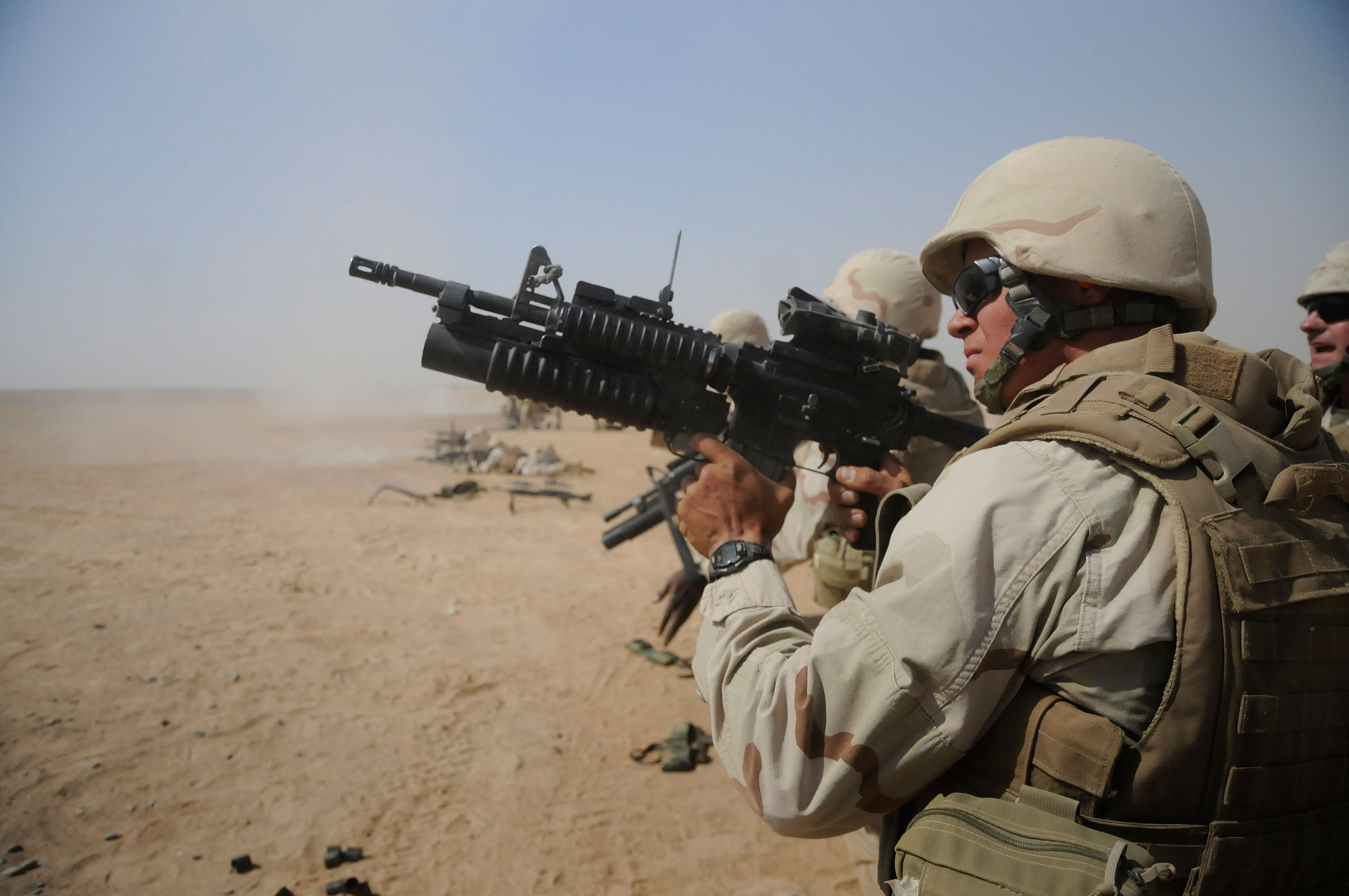
Carabine M4 équipée du M203A1 à canon de 9 pouces, Afghanistan (2010).
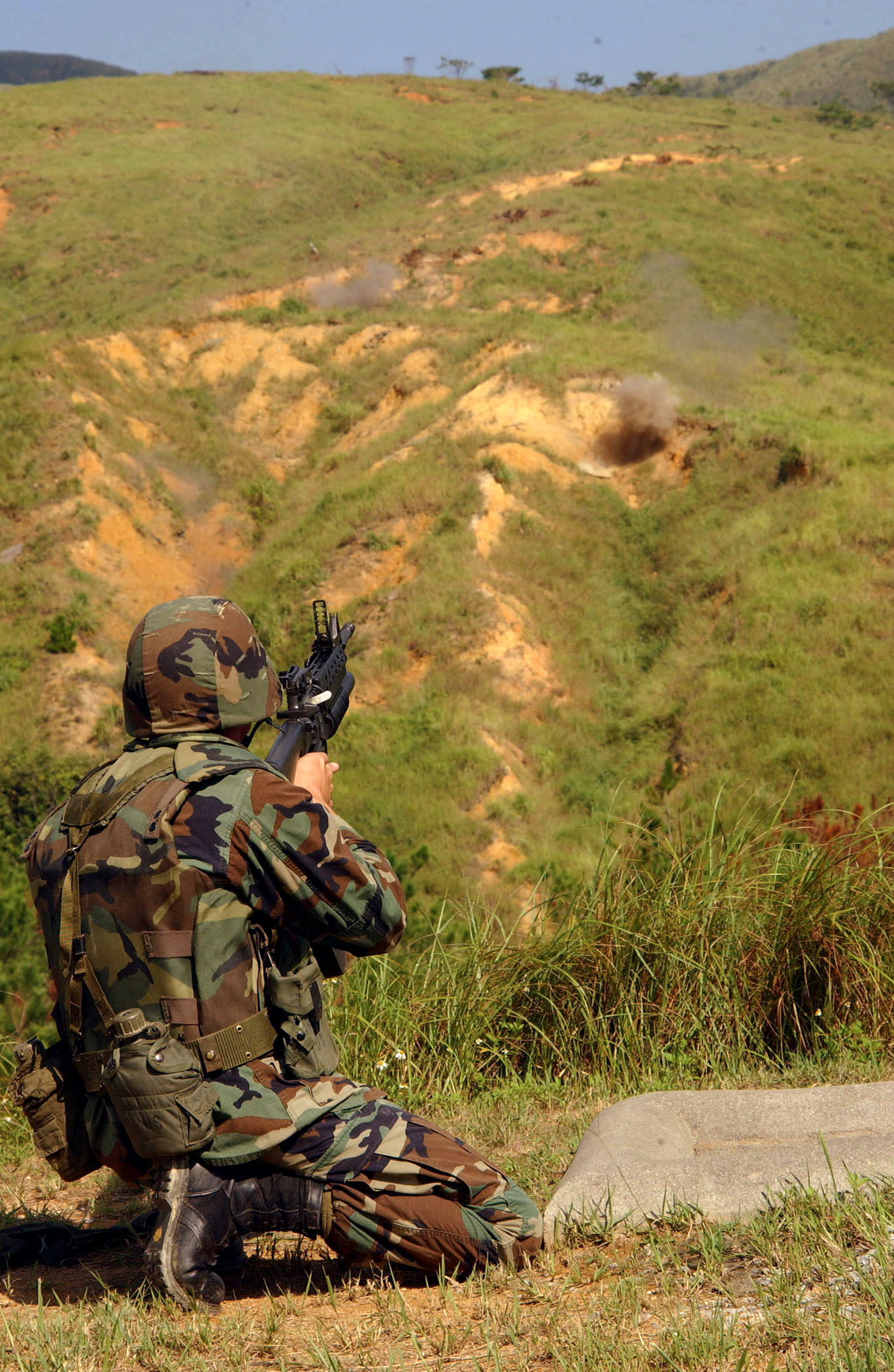
Tirs de qualification avec un M203.